# 울트라톱

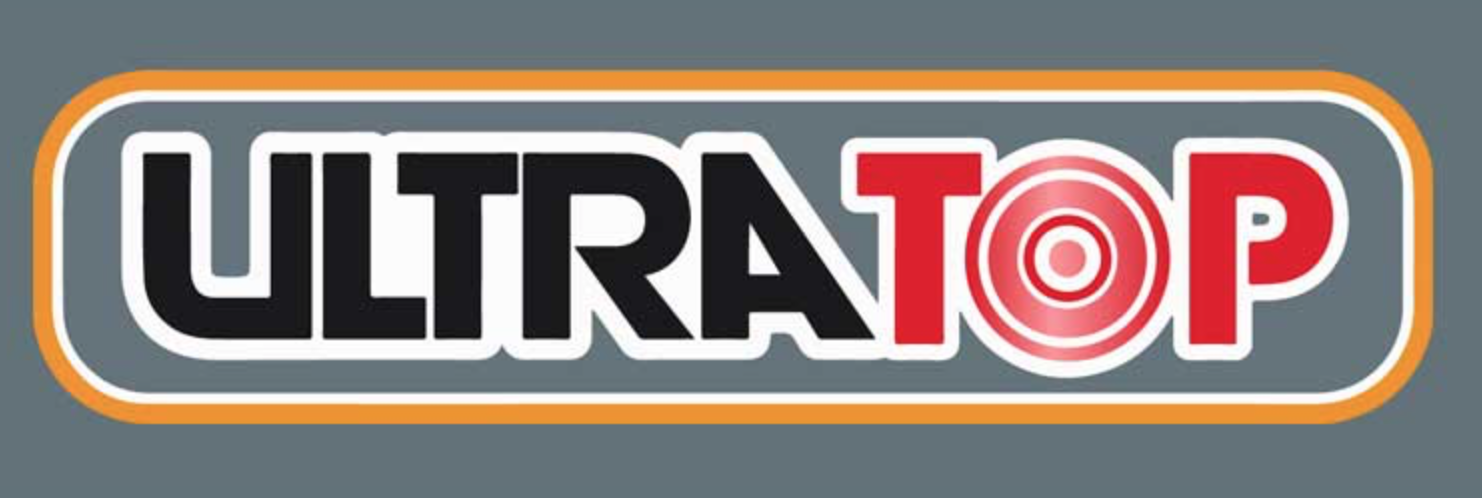

울트라톱(Ultratop)은 벨기에의 음악 차트를 집계하고 발표하는 기관이다. 울트라톱은 국제 음반 산업 협회의 벨기에 지부인 벨기에 엔터테인먼트 협회(BEA) 주도로 만들어진 비영리 단체이다. 차트는 네덜란드어를 주로 쓰는 플랑드르 지역과 프랑스어를 주로 쓰는 왈로니아 지역으로 나눠 두 개의 차트로 발표된다.

## 차트
플랑드르 지역의 주요 차트는 울트라톱 50 싱글(Ultratop 50 singles)과 울트라톱 200 앨범(Ultratop 200 albums)이다. 왈로니아 지역의 주요 차트는 울트라톱 40 싱글(Ultratop 40 singles)과 울트라톱 200 앨범(Ultratop 200 albums, 플랑드르 차트와 다름)이다. 하지만 왈로니아의 울트라톱 40 싱글은 현재는 확장되면서 플랑드르 지역과 똑같이 50으로되었다.
차트는 매 주 벨기에 여러 라디오국에서 방송되며 왈로니아의 TV TMF Flanders를 통해서도 방송된다.

### 과정
울트라톱의 집계는 약 500개의 음반판매점과 합법적인 디지털 다운로드의 판매량을 집계한다. 현재 GfK는 차트의 시장 관찰자이다. 차트는 토요일마다 12:00부터 14:00시까지 라디오를 통해 알려진다. 차트가 방송되는 여러 라디오와 텔레비전 프로그램을 합치면 매 주 시청자는 200만 명을 넘는다. 2005년에는 차트 10주년을 기념해 지금까지의 차트를 담은 책을 출간했다. 책에는 15,282장의 싱글과 5,882명의 아티스트들이 실렸다.

### 울트라톱 차트 목록
| 차트 이름                           | 플랑드르 | 왈로니아 |
| ----------------------------------- | -------- | -------- |
| 울트라톱 50 싱글                    | 톱 50    | 톱 50    |
| 울트라톱 200 앨범                   | 톱 200   | 톱 200   |
| 울트라톱 컴필레이션                 | 톱 20    | 톱 20    |
| 울트라톱 댄스                       | Top 50   | Top 50   |
| 울트라톱 어반                       | Top 50   |          |
| 울트라톱 에어플레이                 | Top 30   | Top 30   |
| 울트라톱 얼터너티브 앨범            | Top 50   |          |
| 백 카탈로그 싱글                    | Top 50   | Top 50   |
| 댄스 버블링 언더                    | Top 20   | Top 20   |
| 앨범 벨기에 / Belgische Albums      | Top 40   | Top 20   |
| Mid Price                           | Top 20   | Top 20   |
| 히트시커스 앨범                     | Top 20   | Top 20   |
| Albums Classiques / Klassiek Albums | Top 20   | Top 20   |
| DVD Musicaux / Muziek-DVD           | Top 40   | Top 10   |
| Ultratop Vlaams                     | Top 10   |          |
| Radio 2 Vlaams                      | Top 10   |          |
| Vlaams Kids                         | Top 5    |          |